# آرش ألفريد مور جونيور
آرش ألفريد مور جونيور (16 أبريل 1923 - 7 يناير 2015) كان محامياً وسياسياً جمهورياً أمريكياً من ولاية فيرجينيا الغربية. بدأ مسيرته السياسية عضواُ في الهيئة التشريعية للولاية في عام 1952. اُنتخبَ حاكماً في الولاية الثامن والعشرين والثلاثين، حيث عمل من عام 1969 حتى عام 1977 ومن عام 1985 حتى عام 1989. يُعتبر الحاكم الأطول خدمة في تاريخ فيرجينيا الغربية بإجمالي 12 سنة من الخدمة. وهو والد السيناتور الأمريكي شيلي مور كابيتو.
وسط اتهامات بالفساد، ترشح مور لإعادة الانتخاب في عام 1988، لكنه هُزم من قبل الديمقراطي جاستون كابيرتون. في النهاية، قوضي واعترف بخمس تهم جنائية. في عام 1990، حُكم عليه بالسجن لمدة خمس سنوات وعشرة أشهر، قضى منها أكثر من ثلاث سنوات قبل الإفراج عنه. نتيجة لإدانته، شُطب اسمه من نقابة المحامين وفقد معاشه التقاعدي من الدولة. في عام 1995، دفع تسوية قدرها 750,000 دولار للدولة.

## النشأة
ولد مور في مدينة موندسفيل بولاية فيرجينيا الغربية، في المنطقة الصناعية الشمالية من الولاية. كان ابن جينيفيف (جونز) وآرتشي ألفريد مور. وُلِد مور في عائلة سياسية؛ حيث كان جده، فورست تايلور مور (1859-1950)، نائبًا لعشر دورات وزعيم الأقلية في مجلس مندوبي فيرجينيا الغربية، وكان عمه، إيفرت فرانكلين مور (1885-1965)، سياسيًا أيضًا.
تميز مور في كرة السلة أثناء دراسته في مدرسة موندسفيل الثانوية. بعد تخرجه، عمل في مصنع وعلى خط أنابيب النفط.
التحق لفترة وجيزة بكلية لافاييت في إيستون، بنسلفانيا، قبل أن يُجنّد للخدمة في الحرب العالمية الثانية. كان في برنامج التدريب المتخصص للجيش لتدريب المهندسين، ولكن تغيرت متطلبات القوة العسكرية وأُرسال إلى المشاة. عُيّنَ في فوج المشاة 334، وهو وحدة من فرقة المشاة 84، وأصيب بجروح مشوهة في الفك بنيران مدفع رشاش للعدو في ألمانيا في نوفمبر 1944.
تُرك مور للموت لمدة يومين في حقل بنجر لدى مزارع ألماني بعد أن قُتل 33 من أصل 36 من أفراد فصيلته في المعركة. بعد إصابته، نُقل إلى لييج ببلجيكا، حيث خضع لجراحة إعادة بناء الوجه. ولأن الرصاصة التي أصابته مرت عبر لسانه، لم يكن قادرًا على التحدث لمدة حوالي سنة بعد إصابته. كانت الخطابة، المهارة التي استخدمها لاحقًا أثناء توليه المناصب العامة، جزءًا من علاجه الفيزيائي. كان يُلقي "محاضرات" على الجنود في طريقهم إلى الخطوط الأمامية. كُرّم الرقيب مور بوسام القلب الأرجواني ونجمة البرونز وشارة مشاة القتال وشريط مسرح العمليات الأوروبي بثلاث نجوم معارك.
التحق مور بعد ذلك بجامعة فيرجينيا الغربية وتخرج منها في عام 1948 ثم من كلية القانون التابعة لها في عام 1951. أثناء وجوده في الجامعة، كان مشاركًا في حكومة الطلاب وأسس "أسبوع ماونتينير"، وهو احتفال بثقافة فيرجينيا الغربية ردًا على اعتقاده بأن العدد المتزايد من الطلاب من خارج الولاية كان يغير من طابع المدرسة. أصبح هذا الحدث جزءًا دائمًا من تقويم المدرسة. كان أيضًا عضوًا في فصل بيتا بسي من بيتا ثيتا باي في جامعة فيرجينيا الغربية وحصل على كأس أكسفورد من الأخوية.
بعد تخرجه من كلية القانون، عاد مور إلى موندسفيل لممارسة القانون مع عمه، إيفرت مور.